# Calobates ornatus
Calobates ornatus är en kvalsterart som först beskrevs av Sandór Mahunka 1986.  Calobates ornatus ingår i släktet Calobates och familjen Oripodidae. Inga underarter finns listade.